# Hanko Bommert
Hanko Bommert (* 20. Dezember 1941 in Hamburg) ist ein deutscher Psychologe, Medienwissenschaftler, Universitätsprofessor und Autor.

## Leben
Bommert studierte nach dem Abitur und einem zweijährigen Wehrdienst ab 1964 Psychologie, Pädagogik und Psychiatrie und schloss 1969 an der Universität Hamburg mit dem Diplom in Psychologie ab. 1970 war er wissenschaftlicher Assistent an der Universität Münster und promovierte 1971 an der Universität Hamburg. 1972 hatte er eine Lehrstuhlvertretung an der Universität Münster inne und 1973 an der Albert-Ludwigs-Universität Freiburg. 1973 erhielt er an der Universität Münster eine „H3-Professur“. 1976 wurde er mit der Leitung des neu eingerichteten Lehrstuhls für Psychologische Diagnostik an der Universität Münster betraut. Sein Nachfolger wurde 2008 Stefan Schmukle.
Bommert lebt in Hamburg, ist verheiratet. Er arbeitet als Autor und Medientrainer.

## Forschung und Lehre
Bommert wandte sich während der 1970er Jahre zunächst den Themenbereichen Psychotherapie und Psychodiagnostik zu. Hier lag sein Forschungsschwerpunkt auf der Identifikation und empirischen Erfassung von Wirkfaktoren der Gesprächspsychotherapie, deren Entwicklung, Fundierung und Verbreitung er auch als Ausbilder und zeitweiliger 1. Vorsitzender der Gesellschaft für wissenschaftliche Gesprächspsychotherapie maßgeblich beeinflusste. Weitere Forschungsgebiete in diesem Zeitraum waren die Familientherapie und die Erziehungsberatung.
Ab Mitte der 1980er Jahre fokussierte Bommert auf den Bereich der Medienpsychologie. In der Medienwirkungsforschung konzipierte er den „Persönlichkeitsorientierten Ansatz“ welcher den Fokus auf die Bedeutung von Persönlichkeitsmerkmalen, Einstellungen und Haltungen von Mediennutzern für deren Wahrnehmung und Bewertung medialer Angebote richtet. Der bis dahin vorherrschende Stimulus-orientierte Ansatz hatte sich auf die Analyse der Medienprodukte fokussiert und den Einfluss von Rezipientenmerkmalen auf die Wirkung von Medien weitgehend unberücksichtigt gelassen. Bommert identifizierte in empirischen Untersuchungen auf der Basis psychodiagnostischer Merkmale von TV-Zuschauern 5 Persönlichkeitstypen von Rezipienten und wies nach, dass identische mediale Angebote in Abhängigkeit vom jeweiligen Rezipienten-Typ systematisch unterschiedlich wahrgenommen und bewertet werden. Insbesondere bei der Konzeption für spezifische Zielgruppen ist folglich die Einbeziehung personaler Faktoren unverzichtbar.
In weiteren Bereichen der Medienpraxis dokumentierte Bommert, dass eine Bezugnahme auf Erkenntnisse der empirischen Psychologie/Psychodiagnostik angezeigt ist, etwa im Rahmen einer fundierten Programmplanung und Evaluation von TV-Angeboten (  Informationsgehalt, Verständlichkeit, Attraktivität) oder bei der Verhaltensoptimierung von Journalisten in der medialen Praxis (  psychologische Komponenten der Kommunikation bei Moderation oder Interview). Bommert fungierte auch als Ausbilder, Moderator und Coach für TV-Journalisten. Zu seinen Schülern zählt der WDR-Moderator Jürgen Domian, der die Grundlagen der für seine Live-Interviewsendung Domian verwendeten Fragetechnik im Rahmen seiner WDR-Ausbildung bei Bommert erlernte.

## Veröffentlichungen (Auswahl)
Als Autor:
- Die Prozessvariablen SE und VEE in ihrer Bedeutung für die klienten-zentrierte Gesprächspsychotherapie. 1971 (Dissertation, Universität Hamburg, 1971).
- Grundlagen der Gesprächspsychotherapie: Theorie, Praxis, Forschung. Kohlhammer, Stuttgart 1977; 4. Auflage 1987. ISBN 3-17-009790-3.
- Interview-Praxis kompakt. Ein Leitfaden für Interviewer und Befragte. BoD, Norderstedt 2021. ISBN 978-3-7543-5549-7
- mit Ulf Plessen: Psychologische Erziehungsberatung. Kohlhammer, Stuttgart 1978. ISBN 3-17-004890-2.
- mit Thomas Henning, Dieter Wälte: Indikation zur Familientherapie. Kohlhammer, Stuttgart 1990. ISBN 3-17-011035-7.
- mit Karl W. Weich, Christel Dirksmeier: Rezipientenpersönlichkeit und Medienwirkung: Der persönlichkeits-orientierte Ansatz der Medienwirkungsforschung. Lit, Münster 1995. 2. Auflage 2000. ISBN 3-8258-2109-9.
- mit Christel Dirksmeier, Ralf Kleyböcker: Differentielle Medienrezeption. Lit, Münster 2000. ISBN 3-8258-4897-3.
- mit Ralf Kleyböcker, Andrea Voß-Frick: TV-Interviews im Urteil der Zuschauer. Lit, Münster 2002. ISBN 3-8258-6073-6.
- mit Andrea Voß-Frick: Fakten und Images: Interviews im dualen System des deutschen Fernsehens. Lit, Münster 2005. ISBN 3-8258-8366-3.

Als Herausgeber:
- mit Stefan Schmidtchen: Reihe Verhaltensmodifikation. Kohlhammer, Stuttgart 1978 ff.
- mit Hans-Dieter Dahlhoff: Das Selbsterleben (Experiencing) in der Psychotherapie. Urban und Schwarzenberg, München 1978. ISBN 3-541-08491-X.
- mit Michael Hockel: Therapie-orientierte Diagnostik. Kohlhammer, Stuttgart 1981. ISBN 3-17-005638-7.
- mit Franz Petermann: Diagnostik und Praxiskontrolle in der klinischen Psychologie. GwG, Tübingen 1982.
- Reihe Medienpsychologie. Lit, Münster 1995 ff. (5 Bände erschienen).